# Cyrestis acilia
Cyrestis acilia är en fjärilsart som beskrevs av Jean Baptiste Godart 1819. Cyrestis acilia ingår i släktet Cyrestis och familjen praktfjärilar. Inga underarter finns listade i Catalogue of Life.

## Bildgalleri

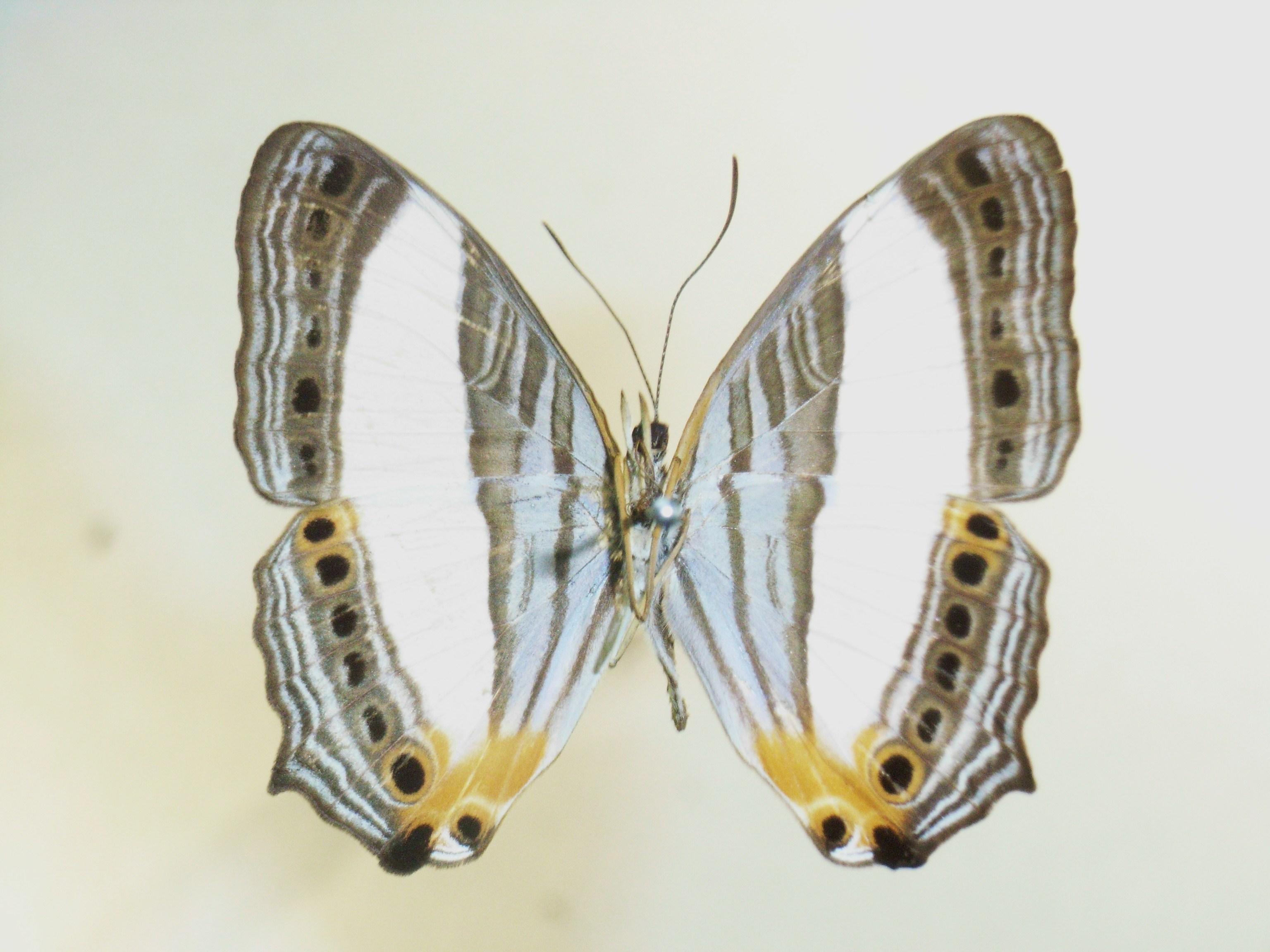
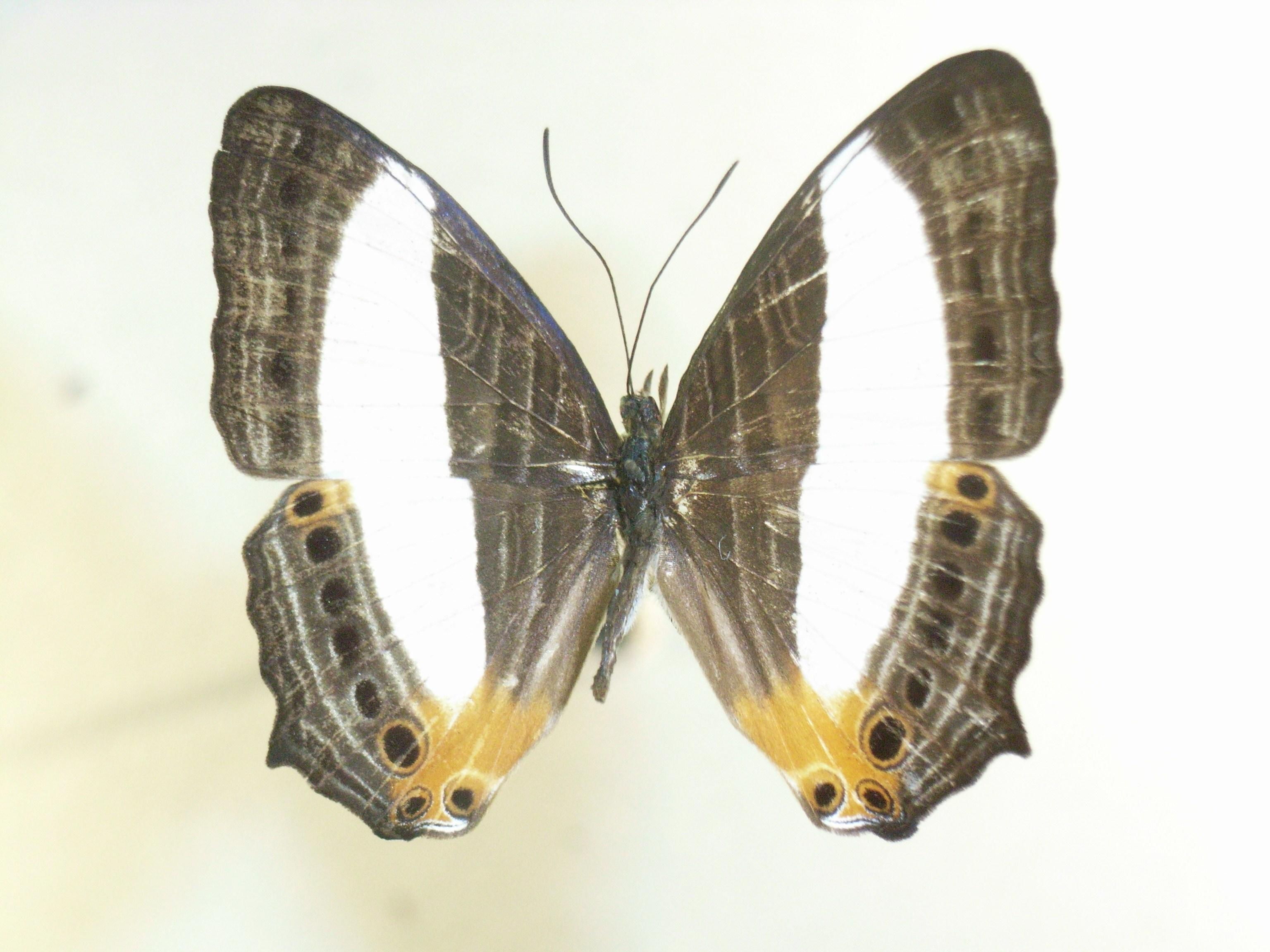